# STS-64
是历史上第六十三次航天飞机任务，也是發現號太空梭的第十九次太空飞行。

## 任务成员
- 理查德·理查兹（Richard N. Richards，曾执行、以及任务），指令长
- 布莱恩·哈蒙德（Blaine Hammond，曾执行以及任务），飞行员
- 杰瑞·林恩格（Jerry M. Linenger，曾执行以及任务），任务专家
- 苏珊·赫尔姆斯（Susan J. Helms，曾执行、以及任务），任务专家
- 卡尔·米德（Carl J. Meade，曾执行、以及任务），任务专家
- 马克·李（Mark C. Lee，曾执行、以及任务），任务专家